# Luidia maculata
Luidia maculata (лат.) — вид морских звёзд рода Луидии (Luidia) из отряда паксиллоносных морских звёзд. Обитает в Индо-Тихоокеанском регионе. Её называют восьмирукой морской звездой, поскольку, хотя количество лучей у этой луидии варьирует от пяти до девяти, чаще всего встречаются восемь лучей.

## Описание

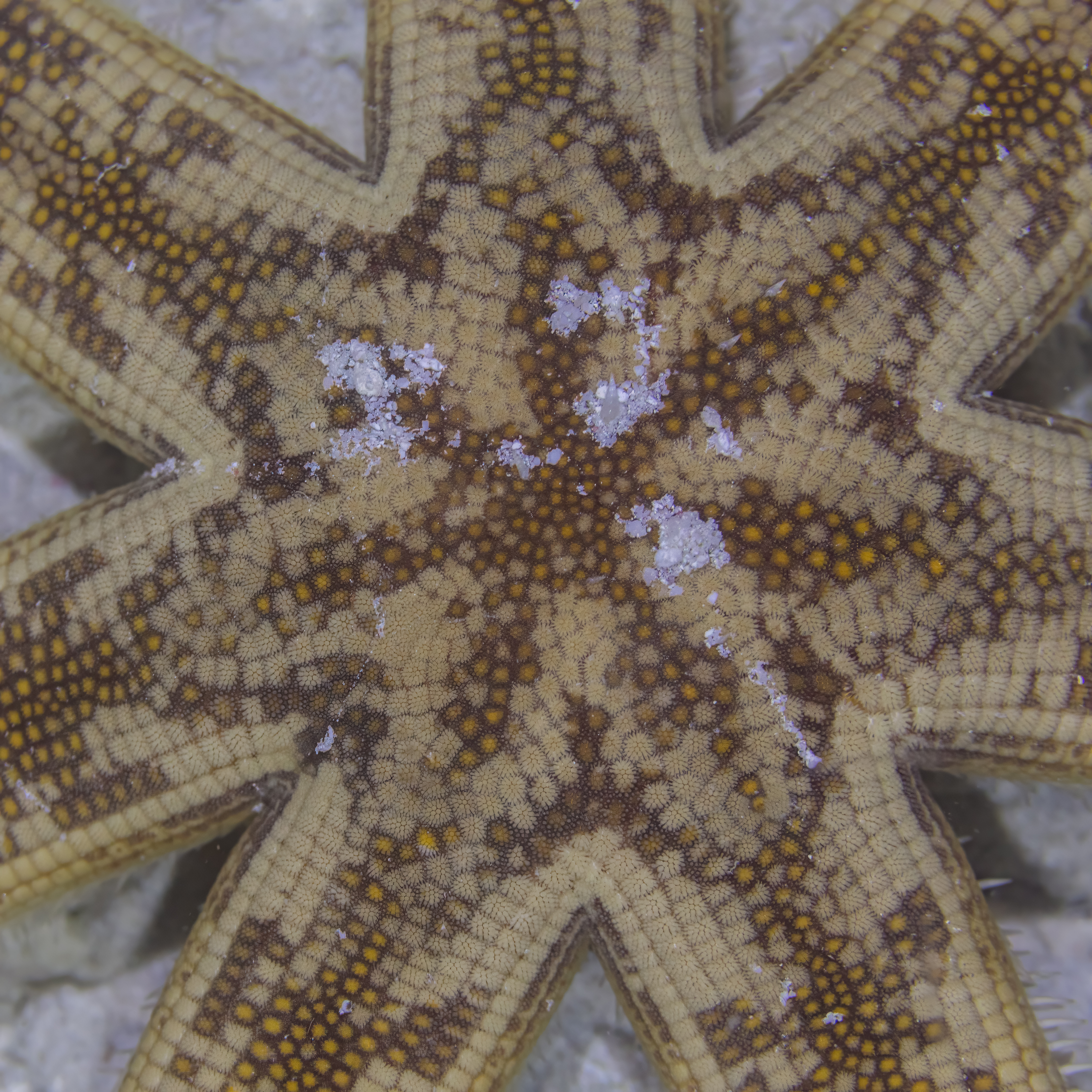
Центральный диск L. maculata с верхней стороны.

Luidia maculata — крупная морская звезда, диаметром до 25 см. Обычно у неё семь или восемь (иногда девять) длинных, тонких, заострённых лучей (рук) и относительно небольшой центральный диск. Аборальная (верхняя) поверхность плоская, с некоторой зернистостью, поверхность покрыта плоскими паксиллами. По бокам лучей и на оральной (нижней) поверхности видны ряды бледно-окрашенных трубчатых ножек, которые заканчиваются остриями, а не присосками. Существует две различные цветовые формы этой морской звезды: некоторые особи имеют однородный оттенок тёмно-коричневого или зеленовато-коричневого цвета, в то время как другие тёмно-коричневые с оранжево-коричневыми шевронными отметинами или светло-коричневые с тёмными отметинами. Эту морскую звезду можно спутать с некоторыми другими луидиями, в частности с Luidia savignyi, но этот вид колючий, тогда как L. maculata гладкий. Другим похожим видом является Luidia  magnifica, но у него обычно девять или десять лучей.

## Распространение и среда обитания
Luidia maculata обитает в тропических водах Индийского и Тихого океанов. Её обычная среда обитания — илистый песок на дне лагун, но её можно встретить и на других мягких отложениях, а также в зарослях морской травы. Глубина обитания — от нескольких метров до 35 м.

## Биология
Обычно L. maculata частично зарывается в мягкий осадок, что затрудняет её обнаружение. Это хищник, питающийся в основном морскими ежами, особенно плоскими морскими ежами и похожими иглокожими, которые также живут, зарывшись в песок. В отличие от некоторых родственных видов, практикующих наружное пищеварение, она затягивает свою добычу в рот для потребления. Когда эта морская звезда выходит из укрытия, она часто оставляет непереваренные фрагменты панциря своей добычи в освободившейся ямке. Другие объекты питания включают морские огурцы, офиуры, двустворчатые моллюски, улитки, ракообразные и черви. В отличие от других морских звёзд, практикующих внеротовое пищеварение, Luidia maculata заглатывает свою добычу через ротовое отверстие в центре диска, на вентральной поверхности, и потребляет её внутри себя.